# Ринальдо Рідель
Рина́льдо Ріде́ль (італ. Rinaldo Ridello) — герцог Гаетанський (1084—???) за призначенням сюзерена князя Капуанського, син герцога Годфрида.
Як і його батько Реджинальд, не був популярним серед місцевого населення. Мешканці Гаети мали свій власний міський уряд. Ринальдо й далі керував сільськими поселеннями герцогства, перебувавши у замку в Понтекорво.
Правив недовго, після смерті його замістив (до 1091) син Галган.